# زردالی (شهرستان بادکند)
زردالی (به لاتین: Zardaly) یک تقسیمات کشوری در قرقیزستان است که در استان بادکند واقع شده‌است. زردالی ۲۶۰ نفر جمعیت دارد و ۱٬۷۵۰ متر بالاتر از سطح دریا واقع شده‌است.